# Objet n°530 Clivage
Pour les articles homonymes, voir Clivage (homonymie).
Clivage (en russe : Ядерный взрыв в Донецкой области et ukrainien : Об'єкт «Кліваж» est un essai nucléaire souterrain soviétique mené à Bounhe en Ukraine dans la mine de charbon Younkom.

## Description
L'essai a été réalisé à 900 m de profondeur, le 16 septembre 1979, dans la mine de charbon Younkom. Celle-ci est fermée en 2001. Le site a été inondé en 2018 pendant l'Invasion de l'Ukraine par la Russie entraînant une possibilité de fuites radioactives vers la nappe phréatique comme l'a dénoncé le député ukrainien Mykyta Poturaïev 